# Карл VIII (король Франции)
Карл VIII (фр. Charles VIII, по прозвищу Любезный фр. l’Affable; 30 июня 1470, Амбуаз — 7 апреля 1498, Амбуаз) — король Франции с 1483 года, из династии Валуа. Наследовал своему отцу, Людовику XI, в возрасте тринадцати лет.

## Детство и юность
Карл родился в Амбуазе во Франции, став единственным выжившим сыном короля Людовика XI и его второй жены Шарлотты Савойской. Карл вступил на трон 30 августа 1483 года, в возрасте 13 лет. Он был слаб здоровьем, и, в соответствии с пожеланиями Людовика XI, регентство было передано старшей сестре Карла, Анне де Божё, о которой отец говорил, что это — «наименее безумная женщина во Франции». Анна управляла страной как регент вместе со своим мужем Пьером II де Бурбоном до 1491 года.
В начале царствования Карла VIII правительство проводило политику умеренных реформ, созвало в 1484 году Генеральные штаты, на которых была принята программа преобразований. Но эта программа не была реализована, и Генеральные штаты перестали созывать на длительный срок.

## Браки
В 1482 году Карлу VIII была предназначена в жёны Маргарита Австрийская, дочь императора Священной Римской империи Максимилиана I и Марии Бургундской. Брак был устроен Людовиком XI и Максимилианом I. В качестве приданого Франции переходили часть Артуа и Бургундии.
Однако в 1488 году, после неудачного падения с лошади умер герцог Бретани Франциск II, оставив свою 11-летнюю старшую дочь Анну в качестве единственной наследницы. Анна, которая беспокоилась за независимость своего герцогства из-за амбиций Франции, устроила брак в 1490 году между собой и Максимилианом I, который в 1477 году женился на Марии Бургундской при таких же обстоятельствах. Французы восприняли этот брак как нарушение договора в Верже (поскольку король не санкционировал выбор жениха), а кроме того, и как откровенно недружественный акт — империя в это время была враждебна Франции. Французские войска вторглись в герцогство и весной 1491 года после ряда побед войска Карла VIII и его военачальника Ла Тремуйля осадили Ренн, где находилась только что заочно вышедшая замуж 14-летняя правительница Бретани; всю остальную территорию герцогства они уже контролировали. На сей раз её руки домогался лично король Карл. В итоге Анна Бретонская согласилась на помолвку.
6 декабря 1491 года в замке Ланже состоялось бракосочетание Анны и Карла VIII. 15 февраля 1492 года законность этого брака была подтверждена папой Иннокентием VIII. Отправляясь в Ланже, чтобы выйти замуж за Карла, Анна демонстративно взяла с собой из Ренна две кровати, в знак того, что не собирается спать вместе с Карлом VIII, насильственно взявшим её в жёны. 8 февраля 1492 года Анна была помазана и коронована как королева-супруга в Сен-Дени. Всё время находившаяся при дворе Маргарита Австрийская после помолвки была отправлена к своему отцу.

## Присоединение Бретани
В первые годы царствования Карла VIII государством правила его старшая сестра, Анна де Божё. Герцог Орлеанский, желавший присвоить себе власть, заключил союз с герцогом Бретонским Франциском II и другими принцами и начал войну (получившую название Безумной войны). Ла Тремуйль разбил их войско при Сент-Обене (1486) и взял в плен герцога Орлеанского. Герцог Бретонский должен был заплатить военные издержки, уступить несколько пограничных крепостей и дать обещание не выдавать своих дочерей замуж без согласия короля Франции.
Через несколько месяцев он умер, и ему наследовала его дочь — одиннадцатилетняя Анна Бретонская. Короли английский и испанский и император Священной Римской империи заключили союз с целью помешать Карлу завладеть Бретанью. Анна предложила свою руку императору Максимилиану I, и он обвенчался с ней заочно. Но Анна Божё созвала собрание богословов и юристов; они объявили этот брак недействительным, и Карл стал претендентом на руку герцогини Бретонской. Анна Божё сумела привлечь на свою сторону бретонское дворянство и герцога Орлеанского: Ла Тремуйль явился в Бретань с армией, и герцогиня Анна вынуждена была согласиться на этот брак. 15 ноября 1491 года под видом брачного договора совершилось присоединение Бретани к Франции. Союзников, начавших по этому поводу войну, удалось легко успокоить: Генриха VII — деньгами, Максимилиана — возвращением Артуа, Франш-Конте и Шароле, приданого его дочери и бывшей невесты Карла, Маргариты Австрийской, а короля Кастилии и Арагона Фердинанда II — уступкой Руссильона.

## Поход в Италию
Затем Карл отправился в Италию завоёвывать Неаполитанское королевство, на которое имел некоторые права. В августе 1494 года Карл перешёл Альпы с многочисленной армией и дошёл до Неаполя, не обменявшись ни одним ударом копья, так как жители, угнетаемые своими правителями, везде встречали его с восторгом. Он короновался, принял титул короля Неаполитанского, Иерусалимского и императора Востока и затем в течение двух месяцев праздновал свою победу. В это время составилась новая коалиция против Франции: Папа Александр VI, Венеция, а также бывший союзник Карла Лодовико Сфорца должны были задержать французов в долине По, а Максимилиан I, Генрих Английский и Фердинанд Католик — начать нападение на Францию. Карл назначил герцога Монпансье вице-королём Неаполя, быстро прошёл Италию, французские войска встретились с армией Венецианской лиги в сражении при Форново 6 июля 1495 года и, не сумев добиться победы, ушли во Францию. Король Фердинанд при помощи испанцев снова овладел Неаполем; герцог Монпансье умер от чумы, и д’Обиньи привёл во Францию остатки французских гарнизонов. Итальянский поход не принёс, таким образом, никаких результатов.

## Смерть
7 апреля 1498 года Карл умер в Амбуазе: входя в слишком низкую дверь, ударился головой о притолоку и получил черепно-мозговую травму, после чего впал в кому, и скончался спустя девять часов.
Так как все трое сыновей Карла и Анны Бретонской умерли во младенчестве, а более близких родственников по мужской линии не было, то, согласно салическому закону, ему наследовал Людовик XII, герцог Орлеанский, правнук Карла V.

## Отзывы современников
Непродолжительное правление Карла VIII получило довольно противоречивые, но в целом не слишком лестные оценки современников. Его считали, с одной стороны, амбициозным политиком и интриганом, а с другой, куртуазным и фанатичным поклонником рыцарей Карла Великого, которым он стремился подражать в итальянском походе.
Очевидцы обращают, прежде всего, внимание на врождённые недостатки и непривлекательную внешность Карла, имевшего не только большую голову, короткие кривые ноги, но и по шесть пальцев на ногах. Встречавшийся с ним в 1492 году венецианский посол Заккарио Контарини сообщает: «Его величеству королю Франции двадцать два года, он малого роста и плохо сложен, имея уродливое лицо с большими белесыми глазами, вдобавок ещё и подслеповатыми, длинным и крупным орлиным носом, а также толстыми губами, которые постоянно приоткрыты. Также его отличают некие непроизвольные движения рук, которые сами по себе выглядят уродливыми, и замедленная речь. Однако, по моему мнению, на котором я не настаиваю, внешний облик и интеллект не всегда важны, поскольку в Париже о короле отзываются с похвалой за ловкую игру в мяч, охотничьи утехи и рыцарские поединки, упражнениям в которых он посвящает немало времени…»
Неказистый облик Карла несколько компенсировался благородным и величественным взглядом. Якопо д’Атри писал маркизе Изабелле д’Эсте, что король Франции «не настолько уродлив, как рассказывают у нас».
Филипп де Коммин в своих «Мемуарах» называл молодого Карла «неопытным и очень своевольным человеком», вокруг которого было «мало мудрых людей и добрых наставников», из-за чего в итальянский поход он отправился «не имея ни ума, ни денег». «История не знала ещё человека столь мелочного и неразумного, — писал Коммин, — каким был король, но на свете нельзя было, по праву, найти натуры приятнее, чем он».
Итальянские авторы отмечают любвеобильность Карла VIII, не пропускавшего якобы ни одной юбки. Образованная супруга герцога Миланского Лодовико Моро Беатриче д’Эсте, прибывшая на встречу с Карлом в Асти, писала 12 сентября 1494 года своей сестре Изабелле: «Около полудня король весьма любезно навестил нас с самыми знатными придворными и провел со мной и моими дамами около трех часов с такой учтивостью и любовью, каких не мог желать ни один принц в мире. Он пожелал увидеть, как танцуют мои дамы, а после я сама, получив от этого исключительное удовольствие…» Особенно понравился Карлу, по словам Бьянки, танец юной дочери Лодовико Бьянки Джованны Сфорца, которую он заставил в награду выбрать лучшее платье из двадцати, предложенных к примерке.
Венецианец Джироламо Приули в своём дневнике сообщает, что по возвращении в 1495 году во Францию Карл вынужден был лечиться от истощения, вызванного чрезмерным увлечением итальянками. А венецианский историк Марино Санудо, подробно осветивший итальянскую экспедицию 1495 года в книге «Поход Карла VIII», пишет о нём: «Согласно французскому обычаю стремиться прежде всего получить удовольствие от женщин, король этот прежде всего поклонялся Венере, потакая своим удовольствиям, как из-за того, что находился в подходящем для этого возрасте, так и потому, что этого требовала его природа. И перепробовал здесь, в Италии, множество женщин, которых привозили ему французы.» Во время битвы при Форново у Карла похищен был альбом, содержавший откровенные портреты всех его итальянских любовниц, о возвращении которого он долго умолял маркиза Франческо II Гонзага, отправившего его своей жене в Мантую.
Из числа других источников о правлении Карла VIII внимания заслуживают хроники Жана Молине и Жана Обриона, а также «Компендиум французской истории» Робера Гагена (1495). Отношения его с Бретанью и брак с Анной Бретонской освещаются в «Хронике бретонских правителей» Пьера ле Бу (1505) и «Великих хрониках Бретани» Алена Бушара (1514).

## Семья
1. Жена с (1491) Анна Бретонская
  1. Карл-Орлан (1492—1495)
  2. Франциск (1493)
  3. Мертворождённый ребёнок (1494)
  4. Мертворождённая дочь (1495)
  5. Карл (1496)
  6. Франциск (1497)
  7. Анна (1498)

- Карл-Орлан
- Франциск
- Карл
- Франциск

## Карл VIII в искусстве

### В кино[3]
- Телефильм «Борджиа» (Великобритания. 1981). Роль исполняет Эндрю Данфорд.
- Фильм «Без страха и упрёка[англ.]» (Франция. 1988). Роль исполняет Патрик Тимзи.
- Сериал «Борджиа» (Франция, Германия, Чехия, Италия. 2011—2014). Роль исполняет Симон Ларварон.
- Сериал «Борджиа» (Канада, Венгрия, Ирландия. 2011—2013). Роль исполняет Мишель Мюллер.
- Сериал «Изабелла» (Испания. 2011—2014). Роль исполняет Эктор Карбалло.